# スティッフェリオ
スティッフェリオ（Stiffelio）は、日本の競走馬。主な勝ち鞍は2018年の福島記念(GIII)、2019年のオールカマー(GII)、小倉大賞典(GIII)。馬名の意味は「オペラ作品名。近年発見され蘇った名作でシリアスな内容」。

## 戦績
2014年2月17日に北海道千歳市の社台ファームで誕生。一口馬主法人「社台サラブレッドクラブ」から総額6,000万円（1口150万円×40口）で募集された。
栗東・音無秀孝厩舎に入厩。2016年9月18日の阪神芝1800mの新馬戦で鞍上松若風馬でデビューし、2着となる。初勝利を挙げたのは3歳2月のデビュー4戦目だった。3歳時は夏の函館開催で2勝目を挙げ、秋にはセントライト記念でも4着に善戦し、菊花賞にも出走した。しかし、この時点ではまだ気持ちと身体がマッチしておらず、完成は先と見られていた。
4歳夏の北海道開催では2勝を挙げ、オープン入りする。菊花賞以来の重賞挑戦となった札幌記念では後方勢が上位を占める展開の中、先行して勝ち馬サングレーザーから0秒4差の5着に粘り込んだ。このレースで、生産牧場である社台ファーム関係者も地力の強化を確信したという。一走挟んで迎えた福島記念ではマルターズアポジーが作ったハイペースの流れを離れた3番手で追走し、直線で力強く抜け出して重賞初制覇を果たした。鞍上の丸山元気は「2歳時に緩かった体も今は成長していますね」と讃えた。
福島記念から3ヶ月の休み明けとなった小倉大賞典では57kgのハンデも苦にせず、2着タニノフランケルをクビ差差し切って重賞連勝を遂げた。菊花賞以来のG1挑戦となった大阪杯では主戦の丸山がステルヴィオに騎乗するため、田辺裕信が3走ぶりに騎乗して7着となった。音無師は大阪杯の結果について「あれでも仕掛けが遅すぎた」と分析しており、宝塚記念では「4角先頭くらいの強気な気持ちで乗ってもらいたい」とコメントしていた。しかし、外枠から先行したリスグラシューに2番手のポジションを取られて想定より1列後ろの競馬となり、7着に敗れた。秋はオールカマーから始動し、同期のダービー馬レイデオロなどの実績上位馬を相手に鮮やかな逃げ切り勝ちを決めて重賞3勝目を挙げた。続く天皇賞（秋）は12着、有馬記念は13着と大敗しこの年を終えた。
2020年初戦のアメリカジョッキークラブカップは8着に終わるが、3月の日経賞では3着、天皇賞（春）では11番人気ながらフィエールマンの2着と好走した。しかし6月の宝塚記念はいいところなく11着に沈んだ。その後、秋へ向けて調整されていたが左前脚のつなぎ部分に腫れが見られ、エコー検査の結果、左前脚に屈腱炎を発症。現役を引退することになった。引退後は北海道千歳市の社台ファームで乗馬となる予定だったが、実際には早来エクワインファームにて馬術競技用の乗馬となっている。

## 競走成績
以下の内容は、netkeiba.comの情報に基づく。
| 競走日     | 競馬場 | 競走名           | 格       | 距離（馬場）  | 頭 数 | 枠 番 | 馬 番 | オッズ （人気） | 着順 | タイム （上り3F） | 着差 | 騎手      | 斤量 [kg] | 1着馬（2着馬）         | 馬体重 [kg] |
| ---------- | ------ | ---------------- | -------- | ------------- | ----- | ----- | ----- | --------------- | ---- | ----------------- | ---- | --------- | --------- | ---------------------- | ----------- |
| 2016.09.18 | 阪神   | 2歳新馬          |          | 芝1800m（重） | 8     | 2     | 2     | 005.40（4人）   | 02着 | R1:50.6（35.3）   | -0.1 | 0松若風馬 | 54        | ワンダープチュック     | 456         |
| 0000.12.25 | 阪神   | 2歳未勝利        |          | 芝2000m（良） | 15    | 5     | 9     | 003.50（2人）   | 05着 | R2:05.4（36.5）   | -0.3 | 0松若風馬 | 55        | ウィズワンセント       | 466         |
| 2017.02.11 | 京都   | 3歳未勝利        |          | 芝2000m（重） | 16    | 2     | 3     | 003.50（3人）   | 02着 | R2:03.6（36.6）   | -0.0 | 0松若風馬 | 56        | マナローラ             | 464         |
| 0000.02.25 | 阪神   | 3歳未勝利        |          | 芝2000m（良） | 12    | 1     | 1     | 002.00（1人）   | 01着 | R2:03.2（35.8）   | -0.0 | 0松若風馬 | 56        | （ハギノアレス）       | 454         |
| 0000.03.25 | 中京   | 大寒桜賞         | 500万下  | 芝2200m（良） | 8     | 1     | 1     | 006.10（4人）   | 07着 | R2:15.0（35.8）   | -1.4 | 0丸山元気 | 56        | アドマイヤウイナー     | 452         |
| 0000.06.25 | 函館   | 奥尻特別         | 500万下  | 芝1800m（良） | 12    | 6     | 7     | 008.70（4人）   | 06着 | R1:48.0（33.8）   | -0.5 | 0北村友一 | 54        | フィールドシャルム     | 446         |
| 0000.07.09 | 函館   | 3歳上500万下     |          | 芝2000m（良） | 12    | 7     | 10    | 004.60（3人）   | 01着 | R1:59.8（35.1）   | -0.2 | 0北村友一 | 54        | （トータルソッカー）   | 440         |
| 0000.07.23 | 函館   | 松前特別         | 1000万下 | 芝2000m（良） | 10    | 1     | 1     | 009.00（5人）   | 03着 | R2:01.9（35.3）   | -0.3 | 0北村友一 | 54        | バルデス               | 442         |
| 0000.09.18 | 中山   | セントライト記念 | GII      | 芝2200m（良） | 15    | 8     | 15    | 023.60（6人）   | 04着 | R2:13.3（34.5）   | -0.6 | 0北村友一 | 56        | ミッキースワロー       | 438         |
| 0000.10.22 | 京都   | 菊花賞           | GI       | 芝3000m（不） | 18    | 2     | 3     | 051.1（14人）   | 14着 | R3:22.5（43.3）   | -3.6 | 0松若風馬 | 57        | キセキ                 | 442         |
| 2018.02.03 | 京都   | 稲荷特別         | 1000万下 | 芝2000m（良） | 10    | 8     | 9     | 004.30（3人）   | 03着 | R2:01.9（35.6）   | -0.5 | 0武豊     | 56        | ダノンディスタンス     | 458         |
| 0000.03.03 | 阪神   | 千里山特別       | 1000万下 | 芝2000m（良） | 9     | 4     | 4     | 002.10（1人）   | 01着 | R1:59.9（35.4）   | -0.0 | 0武豊     | 57        | （レッドイグニス）     | 452         |
| 0000.03.25 | 中山   | 美浦S            | 1600万下 | 芝2000m（良） | 11    | 6     | 6     | 006.30（4人）   | 05着 | R2:00.0（35.9）   | -1.0 | 0内田博幸 | 57        | サーブルオール         | 448         |
| 0000.06.17 | 函館   | 北斗特別         | 1000万下 | 芝1800m（良） | 15    | 4     | 8     | 005.30（2人）   | 01着 | R1:47.5（34.4）   | -0.3 | 0丸山元気 | 57        | （ジェネラルゴジップ） | 450         |
| 0000.07.07 | 函館   | 五稜郭S          | 1600万下 | 芝2000m（稍） | 11    | 4     | 4     | 004.50（2人）   | 02着 | R2:02.0（36.2）   | -0.5 | 0北村友一 | 57        | マイスタイル           | 450         |
| 0000.07.28 | 札幌   | TVh賞            | 1600万下 | 芝1800m（良） | 14    | 8     | 13    | 003.70（2人）   | 01着 | R1:47.2（34.8）   | -0.3 | 0丸山元気 | 56        | （プロフェット）       | 442         |
| 0000.08.19 | 札幌   | 札幌記念         | GII      | 芝2000m（稍） | 16    | 5     | 10    | 057.5（12人）   | 05着 | R2:01.5（37.5）   | -0.4 | 0丸山元気 | 57        | サングレーザー         | 442         |
| 0000.10.14 | 東京   | オクトーバーS    | OP       | 芝2000m（良） | 10    | 6     | 6     | 002.60（1人）   | 04着 | R1:59.5（33.7）   | -0.3 | 0田辺裕信 | 56        | マウントゴールド       | 442         |
| 0000.11.11 | 福島   | 福島記念         | GIII     | 芝2000m（良） | 16    | 1     | 2     | 004.50（2人）   | 01着 | R1:58.3（35.9）   | -0.2 | 0丸山元気 | 55        | （マイスタイル）       | 440         |
| 2019.02.17 | 小倉   | 小倉大賞典       | GIII     | 芝1800m（良） | 14    | 7     | 12    | 006.00（3人）   | 01着 | R1:46.7（34.2）   | -0.0 | 0丸山元気 | 57        | （タニノフランケル）   | 450         |
| 0000.03.31 | 阪神   | 大阪杯           | GI       | 芝2000m（良） | 14    | 8     | 13    | 119.5（13人）   | 07着 | R2:01.5（35.9）   | -0.5 | 0田辺裕信 | 57        | アルアイン             | 450         |
| 0000.06.23 | 阪神   | 宝塚記念         | GI       | 芝2200m（良） | 12    | 5     | 6     | 026.80（8人）   | 07着 | R2:12.4（36.3）   | -1.6 | 0丸山元気 | 58        | リスグラシュー         | 442         |
| 0000.09.22 | 中山   | オールカマー     | GII      | 芝2200m（良） | 10    | 8     | 9     | 011.20（4人）   | 01着 | R2:12.0（34.0）   | -0.3 | 0丸山元気 | 56        | （ミッキースワロー）   | 442         |
| 0000.10.27 | 東京   | 天皇賞（秋）     | GI       | 芝2000m（良） | 16    | 4     | 7     | 145.1（11人）   | 12着 | R1:57.9（35.9）   | -1.7 | 0丸山元気 | 58        | アーモンドアイ         | 448         |
| 0000.12.22 | 中山   | 有馬記念         | GI       | 芝2500m（良） | 16    | 2     | 4     | 133.4（13人）   | 13着 | R2:34.0（39.9）   | -3.5 | 0丸山元気 | 57        | リスグラシュー         | 456         |
| 2020.01.26 | 中山   | AJCC             | GII      | 芝2200m（稍） | 12    | 5     | 5     | 006.60（3人）   | 08着 | R2:16.4（38.1）   | -1.4 | 0丸山元気 | 57        | ブラストワンピース     | 454         |
| 0000.03.28 | 中山   | 日経賞           | GII      | 芝2500m（良） | 14    | 7     | 12    | 019.40（9人）   | 03着 | R2:33.1（36.1）   | -0.2 | 0田辺裕信 | 57        | ミッキースワロー       | 448         |
| 0000.05.03 | 京都   | 天皇賞（春）     | GI       | 芝3200m（良） | 14    | 4     | 6     | 064.2（11人）   | 02着 | R3:16.5（35.1）   | -0.0 | 0北村友一 | 58        | フィエールマン         | 446         |
| 0000.06.28 | 阪神   | 宝塚記念         | GI       | 芝2200m（稍） | 18    | 7     | 15    | 053.70（8人）   | 11着 | R2:16.7（38.9）   | -3.2 | 0幸英明   | 58        | クロノジェネシス       | 444         |

## 血統表
| スティッフェリオの血統                                | スティッフェリオの血統                               | スティッフェリオの血統 | （血統表の出典）     | （血統表の出典）  |
| 父系                                                  | サンデーサイレンス系                                 | サンデーサイレンス系   | サンデーサイレンス系 | [ § 2 ]           |
| 父 ステイゴールド 1994 黒鹿毛                         | 父の父*サンデーサイレンス Sunday Silence 1986 青鹿毛 | Halo                   | Hail to Reason       | Hail to Reason    |
| 父 ステイゴールド 1994 黒鹿毛                         | 父の父*サンデーサイレンス Sunday Silence 1986 青鹿毛 | Halo                   | Cosmah               |                   |
| 父 ステイゴールド 1994 黒鹿毛                         | 父の父*サンデーサイレンス Sunday Silence 1986 青鹿毛 | Wishing Well           | Understanding        | Understanding     |
| 父 ステイゴールド 1994 黒鹿毛                         | 父の父*サンデーサイレンス Sunday Silence 1986 青鹿毛 | Wishing Well           | Mountain Fiower      |                   |
| 父 ステイゴールド 1994 黒鹿毛                         | 父の母ゴールデンサッシュ 1988 栗毛                   | *ディクタス            | Sanctus              | Sanctus           |
| 父 ステイゴールド 1994 黒鹿毛                         | 父の母ゴールデンサッシュ 1988 栗毛                   | *ディクタス            | Dronic               |                   |
| 父 ステイゴールド 1994 黒鹿毛                         | 父の母ゴールデンサッシュ 1988 栗毛                   | ダイナサッシュ         | *ノーザンテースト    | *ノーザンテースト |
| 父 ステイゴールド 1994 黒鹿毛                         | 父の母ゴールデンサッシュ 1988 栗毛                   | ダイナサッシュ         | *ロイヤルサッシュ    |                   |
| 母 *シリアスアティテュード Serious Attitude 2006 鹿毛 | 母の父Mtoto 1983 鹿毛                                | Busted                 | Crepello             | Crepello          |
| 母 *シリアスアティテュード Serious Attitude 2006 鹿毛 | 母の父Mtoto 1983 鹿毛                                | Busted                 | Sans le Sou          |                   |
| 母 *シリアスアティテュード Serious Attitude 2006 鹿毛 | 母の父Mtoto 1983 鹿毛                                | Amazer                 | *ミンシオ            | *ミンシオ         |
| 母 *シリアスアティテュード Serious Attitude 2006 鹿毛 | 母の父Mtoto 1983 鹿毛                                | Amazer                 | Alzara               |                   |
| 母 *シリアスアティテュード Serious Attitude 2006 鹿毛 | 母の母*ザミリア Zameyla 2001 黒鹿毛                  | Cape Cross             | Green Desert         | Green Desert      |
| 母 *シリアスアティテュード Serious Attitude 2006 鹿毛 | 母の母*ザミリア Zameyla 2001 黒鹿毛                  | Cape Cross             | Park Appeal          |                   |
| 母 *シリアスアティテュード Serious Attitude 2006 鹿毛 | 母の母*ザミリア Zameyla 2001 黒鹿毛                  | Angelic Sounds         | The Noble Player     | The Noble Player  |
| 母 *シリアスアティテュード Serious Attitude 2006 鹿毛 | 母の母*ザミリア Zameyla 2001 黒鹿毛                  | Angelic Sounds         | Twany Angel          |                   |
| 母系(F-No.)                                           | (FN:6-f)                                             | (FN:6-f)               | (FN:6-f)             | [ § 3 ]           |
| 5代内の近親交配                                       | 5代内アウトブリード                                  | 5代内アウトブリード    | 5代内アウトブリード  | [ § 4 ]           |
| 出典                                                  | 1. 2. 3. 4.                                          | 1. 2. 3. 4.            | 1. 2. 3. 4.          | 1. 2. 3. 4.       |

- 母シリアスアティテュードはアイルランド産。現役時代はイギリスで調教され、英G1チェヴァリーパークステークスと加G1ニアークティックステークスを制している[13]。
- 母の半妹バスラットアマル（父ニューアプローチ）の仔に2021年ニュージーランドトロフィー、2022年ゴドルフィンマイル、2023年1351ターフスプリント勝ちのバスラットレオン（父キズナ）がいる。